# 尹鳳 (官員)
尹鳳（1523年—1598年），字德輝，號在竹，南直隸南京（今江蘇省南京市）人，明朝軍事將領、武狀元出身。尹昇之子。
早年為孤兒，善於讀書，勤於騎射。嘉靖年間中武舉，鄉試、會試均為第一。升任都指揮僉事，在福建抵禦倭寇進犯，之後擔任福建參將，并出海擊退福清、南安倭寇，追殺梅花洋到橫山，之後擔任浙江都司，因病請求歸鄉。隆慶初年，出山跟隨李錫平定曾一本。萬曆初年，署都督僉事，提督京城巡捕。不久辭職歸鄉。